# Numia axanaria
Numia axanaria là một loài bướm đêm trong họ Geometridae.